# Rhythm Is a Dancer
Rhythm Is a Dancer (en español: El ritmo es un bailarín) es una canción de eurodance del dúo alemán Snap!, lanzado como el segundo sencillo de su segundo álbum de estudio The Madman's Return (1993). Es una de las canciones de baile más exitosas e importantes de la historia.
La canción fue un éxito internacional, encabezando las listas en Francia, Irlanda, Italia, Países Bajos, Alemania y el Reino Unido. También alcanzó el top cinco en el Billboard Hot 100 de los Estados Unidos y el número uno en la lista Dance Club Songs. Pasó seis semanas en la cima de la lista de sencillos del Reino Unido, convirtiéndose en el segundo más vendido de 1992, sólo superado por I Will Always Love You en versión de Whitney Houston.

## Historia
Originalmente nunca se planeó como sencillo. Sin embargo, buenas reacciones en discotecas a esa pista hizo que Snap! cambiara de opinión: Logic arregló una prueba privada en su discoteca propia (Omen), para ver la respuesta del público a la canción nueva y aquí es donde el atractivo instantáneo se vio por primera vez. El rapero Turbo B, quien la  rechazó cuando la oyó, añadió una estrofa a la pista.
En 1992, Rhythm Is a Dancer ganó como Mejor Sencillo del Año en la primera edición de los Premios Echo.

## Letra y música
Escrito por Benito Benites, John "Virgo" Garrett III y Thea Austin, fue producido por Benites y Garrett III.
En la versión de 7 pulgadas, presenta un rap verso de Turbo B.
Según Miz hit. «Esta canción alterna el canto femenino en el coro con fluidos raps masculinos negros en los versos. Estos están teñidos con una sonoridad resonante, lo que les da una suavidad asombrosamente melancólica, para un éxito de baile. Eso le da a toda la pista un color particular, casi nostálgica».
Las letras de rap en la versión del álbum (no la versión de 7 pulgadas) son una versión ligeramente modificada de las siguientes líneas de un ensayo de John Perry Barlow llamado Being in Nothingness: Virtual Reality and the Pioneers of Cyberspace y fueron interpretadas por el ingeniero de estudio Daniele Iribarren.
La canción fue lanzada originalmente como una pista de bonificación en el CD The Madman's Return y no apareció en el lanzamiento inicial de vinilo. El rap fue reemplazado por Turbo B cuando se decidió que sería lanzado como el segundo sencillo fuera del disco.
También contiene lo que un crítico llamó la peor letra de todos los tiempos: «Soy tan serio como el cáncer cuando digo que el ritmo es bailarín». La versión original del álbum de la canción no contenía la línea, que se encuentra en la versión más ampliamente conocida de 7 pulgadas de edición, de la que más tarde se añadió al álbum. La reacción inmediata de Turbo B cuando se presentó con la línea fue al parecer «¡De ninguna manera estoy cantando esa mierda!». Aunque Snap! fueron criticados por la letra y Turbo B más tarde declaró que la odiaba, la línea había sido utilizada en la música hip hop desde finales de los años 1980.
Contiene la muestra de gancho/riff de la canción de 1984 "Automan" de Newcleus, escrita en la clave de La menor con un tempo de 124 latidos por minuto en tiempo común. La canción sigue una progresión de acordes de Fa-Sol-LAm y las voces abarcan desde La3 hasta Do5. La ranura de línea de bajo repite un patrón La-Fa-Sol-La con corcheas de anticipación. Durante la pausa de rap, la música cuelga en la combinación de acordes/graves Lam/La.

## Recepción crítica
Allmusic escogió a Rhythm Is a Dancer como una de las canciones «destacadas" de The Madman's Return. Ken Capobianco de The Boston Globe elogió la voz colorida de Thea Austin, agregando que «todo se gelifica en una pista embriagadora". La revista alemana Bunte lo consideró «La madre de todas las canciones de Eurodance". Andy Kastanas de The Charlotte Observer lo llamó «una maravilla de la Eurodance que no debe perderse". Tom Ewing de Freaky Trigger señaló su «majestredad y amplitud" y lo describió como «de mente más alta, más espiritual". Dave Sholin de Gavin Report escribió: «Hace dos años, The Power dominaba la radio tanto aquí como en el extranjero. Snap! desde entonces se han dejado de ver y marcan su regreso con un sonido eurodance que es un mega-éxito internacional. Las chispas vuelan de principio a fin". James Arena, escritor de Stars of '90s Dance Pop: 29 Hitmakers Discuss Their Careers escribió: «Desde sus acordes de apertura distintivamente electrizantes hasta sus poderosos ritmos rodantes, profundidad lírica inusualmente poética y voces robustas, "Rhythm Is a Dancer" (...) es uno de los casos de éxito más reconocibles de los años 90». El periódico británico Lennox Herald señaló: «la canción está más orientada al house que sus éxitos anteriores». Alan Jones de Music Week dijo: «es su oferta más comercial desde su sencillo debut, también es su ritmo de baile más creíble y seguramente competirá en el Top 10». Eric McClary de Reno Gazette-Journal lo felicitó como «la pista rave por excelencia, con su ritmo industrial rápido y afilado». Tim Southwell de Smash Hits la elogió, comentando: «Snap ha vuelto a sus raíces de club, aquí con un brillo de baile maravillosamente infeccioso y simple que cuenta con guitarras españolas y un ambiente de coro tenue».

## Rendimiento en listas
Fue el segundo sencillo de Snap! en alcanzar el número uno en el Reino Unido, el sencillo permaneció seis semanas en la primera posición en 1992; del 2 de agosto al 13 de septiembre. Es su mayor éxito hasta la fecha, con 492.175 ventas durante la lista original del Reino Unido. Un éxito masivo en todo el mundo, también encabezó la lista en Alemania durante diez semanas. En los Estados Unidos alcanzó el número 5 a principios de 1993 y pasó un total de 39 semanas en el Billboard Hot 100. En Francia debutó en el número 5 el 8 de agosto de 1992, antes de subir al número uno cuatro semanas más tarde y donde permaneció durante seis semanas. La canción se convirtió así en el primer sencillo dance en alcanzar la posición número uno en el French Singles Chart. Además, el sencillo también alcanzó el número uno en Austria, Bélgica, Irlanda, Israel, Italia, los Países Bajos, España, Suiza y Zimbabue, así como en el European Hot 100 Singles y el RPM Dance Chart en Canadá. Obtuvo un disco de oro en Australia, Austria, Francia, Italia, Suecia y los Estados Unidos y un disco de platino en Alemania, los Países Bajos y el Reino Unido.
Snap! volvió a grabar su propia canción en 1996 y 2003, esta última con CJ Stone: Rhythm is a Dancer 2003. Alcanzó el número 17 en el UK Singles Chart en mayo de 2003. El 25 de mayo de 2008, volvió a entrar en el UK Singles Chart en el número 36 y subió hasta el número 23 dos semanas más tarde. Fearne Cotton y Reggie Yates, los DJs de la BBC Radio 1, teorizaron que se basó en el rendimiento de descarga; debido a su inclusión en un anuncio de televisión para el agua Drench.

## Videoclip

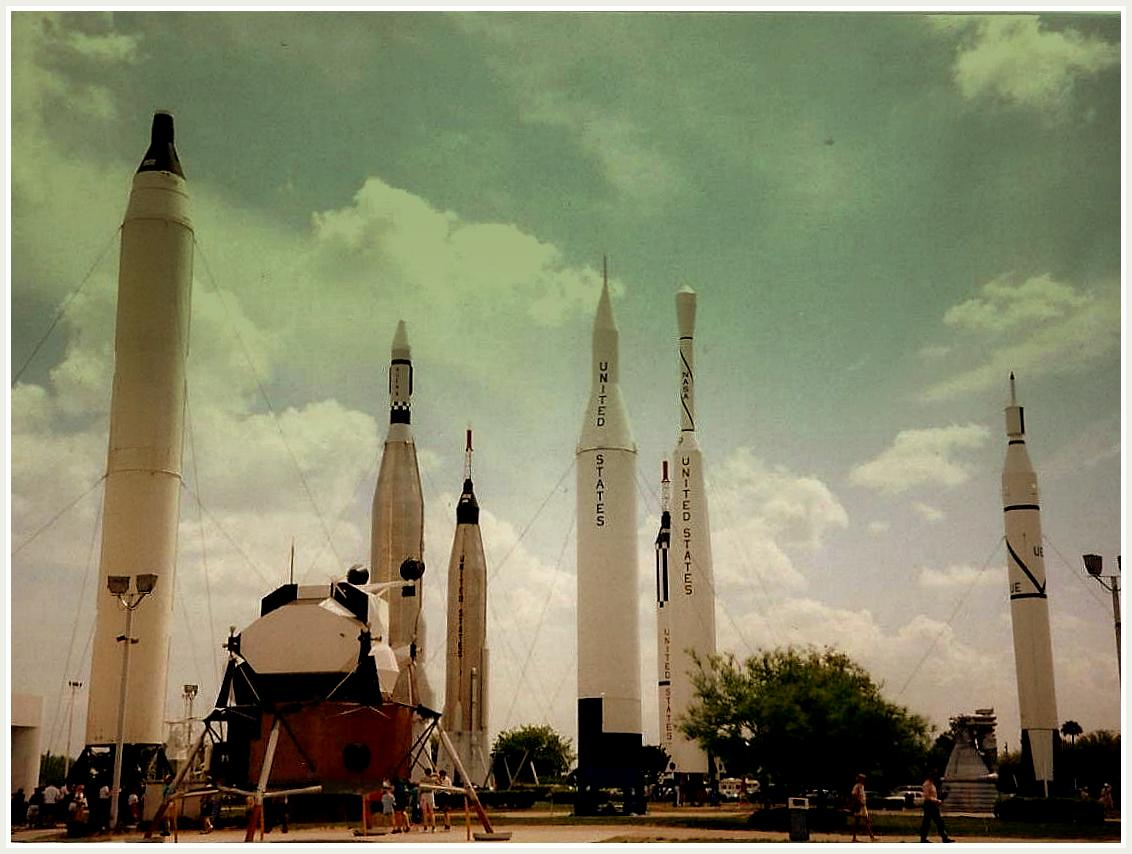
El Jardín de los Cohetes, localización.

El video musical fue dirigido por el director británico Howard Greenhalgh y se estrenó en julio de 1992. Fue filmado de noche en el Jardín de los Cohetes del Centro espacial John F. Kennedy, muestra a la cantante Thea Austin cantando bajo humo y luce los cohetes estadounidenses.
Austin interpreta la canción y un grupo de bailarines equilibra sus movimientos de baile en plataformas elevadas, vistiendo trajes futuristas. Intercaladas a lo largo de estas escenas hay tomas animadas de mapas de aviación, planos de ingeniería aeroespacial y figuras animadas parpadeantes bailando. Turbo B aparece digitalmente y rapea.
Este fue el último video en presentar a Thea Austin y a Turbo B antes de dejar Snap!. El videoclip fue subido a YouTube de manera oficial el 29 de febrero de 2016 y a mayo de 2021 tenía más de 49 millones de visitas.
En el momento del lanzamiento, la crítica musical de Montreal Gazette Kathleen McCourt elogió la originalidad del video en el vestuario y el diseño, pero escribió con desdén: «No pierdas tu tiempo con este clip». En 1994, Alf Björnberg escribió: «el video es manifiestamente no narrativo, los efectos visuales dependen de la música y el contenido no está fuertemente estructurado».

## Impacto y legado
En el libro de 2017 Stars of 90's Dance Pop: 29 Hitmakers Discuss Their Careers de James Arena, la cantante Thea Austin dijo sobre la canción: «Creo que Rhythm Is a Dancer resuena tan poderosamente porque es espiritual y creativamente bendecida. Los productores y yo tuvimos una energía increíble y una gran intención en nuestro proceso creativo. Las melodías son hipnóticas y hacen que la gente se sienta bien, como una rima infantil hacia la que la gente gravita. La música es tan única en que no había ni hay otra canción que suene como ella. Para mí, fue un matrimonio perfecto de música y voz. (...) La gente quería una canción como esa en ese entonces, algo para iniciar su día, liberarlos. Fue una época en la vida en la que la gente estaba siendo liberada, como en Sudáfrica o para la comunidad LGBT en los Estados Unidos y la canción representa esa liberación para muchas personas».
VH1 clasificó la canción en el número 36 en su lista de "100 Greatest Dance Songs" en 2000.
MTV Dance clasificó la canción número 4 en su lista de "The 100 Biggest '90s Dance Anthems of All Time" en noviembre de 2011.
El 31 de marzo de 2012, "Rhythm Is a Dancer" fue elegida Mejor Canción de los Noventa en el Top 99 de los Noventa en la Radio Belga MNM por cuarto año consecutivo.
BuzzFeed lo clasificó en el número 30 en su lista "The 101 Greatest Dance Songs Of the '90s" en 2017.
The Guardian la clasificó en el número 69 en su lista de Los 100 mejores No 1 del Reino Unido en 2020 y agregó: «El dance-pop en los años 90 a menudo se negociaba en una profunda melancolía - What Is Love de Haddaway y The Rhythm of the Night de Corona son otros ejemplos clásicos - y Rhythm Is a Dancer es uno de los más tristes de todos. Con sus voces de góspel y acordes listos para la catedral, hace que el delirio se sienta como una búsqueda espiritual seria en lugar de algo que hacer un viernes».
Juha Soininen, autora del libro de 2020 Move Your Body (2 The 90s): Unlimited Eurodance, escribió: «Rhythm Is a Dancer pasó a ser tan significativo para el eurodance como lo fue I Feel Love de Donna Summer para todo el género de la música dance.

## Premios
| Año  | Editor                                         | País           | Accolade                                                    | Rango |
| ---- | ---------------------------------------------- | -------------- | ----------------------------------------------------------- | ----- |
| 1993 | WMC Premios de Música de Baile internacionales | Estados Unidos | "Casa mejor 12-la pulgada Sola"                             | 1     |
| 1993 | WMC Premios de Música de Baile internacionales | Estados Unidos | "Solo del Año"                                              | 1     |
| 2000 | VH1                                            | Estados Unidos | "100 Baile más Grande Canciones"[1]                         | 36    |
| 2005 | Bruce Pollock                                  | Estados Unidos | "Las 7,500 Canciones Más Importantes de 1944-2000"          | *     |
| 2005 | Süddeutsche Zeitung                            | Alemania       | "1020 Canciones 1955@–2005"                                 | *     |
| 2010 | Musikexpress                                   | Alemania       | "Dado 90er - Kritiker"                                      | 20    |
| 2011 | MTV Dance                                      | Reino Unido    | "El 100 más Grande 90 Himnos de Baile de todos los tiempos" | 4     |
| 2017 | BuzzFeed                                       | Estados Unidos | "El 101 Baile más Grande Canciones Del '90s"                | 30    |
| 2020 | The Guardian                                   | Reino Unido    | "El 100 Reino Unido más grande Ningún 1s"                   | 69    |

## Otras versiones
Rhythm Is a Dancer sampleó el ritmo de una canción de 1984 llamada "Automan" de la banda estadounidense de electro, sintetizador y hip hop de la vieja escuela Newcleus, ha sido versionada por numerosos artistas, incluido el cantante alemán Key Biscayne en 1992, el presentador de radio italiano Leone di Lernia que grabó una parodia de la canción en italiano. Max Deejay, quien grabó una versión instrumental en 1997, System Drivers en 2002, The Superb, un acto de rock brasileño producido por el DJ chileno Sokio en 2005, el artista israelí-italiano Sagi Rei para su álbum de 2005 Emotional Songs, Chic Flowerz con Muriel Fowler en 2006. En 1993 Kids Incorporated versionó la canción en un episodio de la temporada 9.
En 2013 Bastille lanzó su sencillo Of the Night, es un mashup de Rhythm Is a Dancer y otro clásico de los años 1990: The Rhythm of the Night de Corona.

## Cultura popular
La canción fue utilizada en los créditos de apertura de la película de 1992: This Is My Life. La canción también fue utilizada en una escena de la película de comedia de 2010: Cop Out. La canción también apareció en numerosos anuncios de televisión, como el de 1995 para el Ford Escort en la televisión alemana, y en 2008 en un comercial de televisión en el Reino Unido para el agua Drench, con Brains de la serie de marionetas de Gerry Anderson de la década de 1960 Thunderbirds, y utilizó una versión editada de "Rhythm Is a Dancer", llevando la canción de nuevo a la lista de sencillos del Reino Unido el 9 de junio de 2008; al número 23. También fue utilizado por la compañía bancaria canadiense TD Bank en algunos comerciales a principios de 2019.

## Formatos
|  | - 7-inch vinyl single 1. "Rhythm Is a Dancer" (7-inch Edit) – 3:41 2. "Rhythm Is a Dancer" (Purple Hazed 7-inch Mix) – 4:31 - 12-inch vinyl single 1. "Rhythm Is a Dancer" (12-inch Mix) – 5:12 2. "Rhythm Is a Dancer" (Purple Hazed Mix) – 6:49 3. "See the Light" (Hard-Kick Family Version) – 7:05 4. "See the Light" (Hypnotic Base Line Mix) – 7:07 - 12-inch vinyl single – Remixes 1. "Rhythm Is a Dancer" (Rhyth Kid Version) – 5:38 2. "Rhythm Is a Dancer" (Tee's Choice Mix) – 6:19 - CD maxi single 1. "Rhythm Is a Dancer" (7-inch edit) – 3:41 2. "Rhythm Is a Dancer" (12-inch mix) – 5:12 3. "Rhythm Is a Dancer" (Purple Hazed Mix) – 6:49 - CD maxi single – Remixes 1. "Rhythm Is a Dancer" (Rhyth Kid Version) – 5:38 2. "Rhythm Is a Dancer" (Tee's Choice Mix) – 6:19 3. "Rhythm Is a Dancer" (Instrumental Rhythm) – 5:30 | - CD single – 2003 remixes 1. "Rhythm Is a Dancer 2003" (Radio Edit) 2. "Rhythm Is a Dancer 2003" (CJ Stone Remix) 3. "Rhythm Is a Dancer 2003" ('92) 4. "Rhythm Is a Dancer 2003" (Video) - CD maxi single – 2003 remixes 1. "Rhythm Is a Dancer 2003" (Video Version) – 3:20 2. "Rhythm Is a Dancer 2003" (CJ Stone Radio Mix) – 3:49 3. "Rhythm Is a Dancer 2003" ("Check This Out" Remix) – 7:06 4. "Rhythm Is a Dancer 2003" (CJ Stone Club Mix) – 7:45 5. "Rhythm Is a Dancer" ('92) – 3:42 - UK and Europe CD maxi single – 2008 remixes 1. "Rhythm Is a Dancer" (8-inch BB Mix) – 3:45 2. "Rhythm Is a Dancer" (Tom Novy Remix) – 8:01 3. "Rhythm Is a Dancer" (Original 12-inch) – 5:33 |